# Contradictio in adiecto
Contradictio in adiecto (latin) avser motsägelse i sak eller motsägelse i sig själv.
Ett påstående eller rättfärdigande som innehåller ett contradictio in adiecto är falskt; det hävdas en omöjlighet. Minst två förhållanden hävdas där ett utesluter ett annat.  

## Exempel
- fyrkantig cirkel
- gift ungkarl
- att spara sig till tillväxt
- 1 = 2
- kall värme
- det var ingen skillnad mellan grupperna (p=0,082)